# Носкова, Татьяна Игоревна
Татьяна Игоревна Носкова (Хоментовская; род. 22 мая 1990) — российская дзюдоистка, чемпионка и призёр чемпионатов России, мастер спорта России. Призёр этапов Кубка Европы, призёр международных турниров. Член сборной команды страны по дзюдо с 2013 года. Живёт в Санкт-Петербурге. Выступает за клуб «Минобрнаука» (Санкт-Петербург). Тренируется под руководством Н. К. Хоментовского.

## Спортивные результаты
- Чемпионат России по дзюдо 2013 — ;
- Чемпионат России по дзюдо 2014 — ;
- Чемпионат России по дзюдо 2015 — ;
- Кубок России по дзюдо 2017 — ;